# Exode palestinien de 1967

Camp de réfugiés à Jaramana en Syrie, géré par l'UNRWA.

Pour les articles homonymes, voir Exode.
Ne doit pas être confondu avec Nakba ou Exode palestinien de 1948.
L'exode palestinien de 1967, également connu sous le nom arabe de Al-Naksa (littéralement « la rechute »), fait référence à la migration massive de 280 000 à 325 000 Palestiniens qui ont fui ou ont été expulsés de Cisjordanie et de la bande de Gaza à la suite de la guerre des Six Jours,. Cet événement a laissé plusieurs villages dévastés, tels qu'Imwas, Yalou (en), Beit Nouba, Surit, Beit Awwa, Beit Mirsim, Shuyukh, Jiftlik, Agarith et Nousseirat, qui ont été rasés au cours des opérations militaires. Les camps de réfugiés d'Aqabat Jabr et d'Ein Sulṭān ont également été vidés pendant cette période.

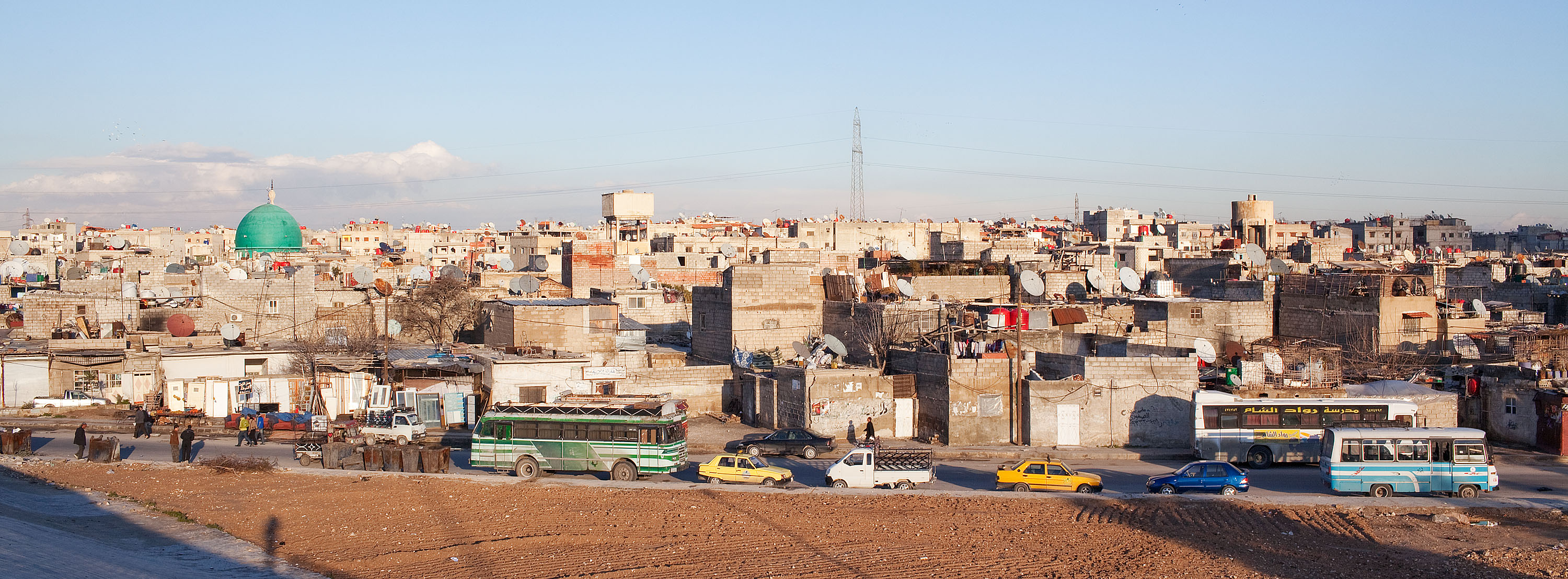
Le même camp de réfugiés palestiniens à Jaramana (Syrie) en 2009.

Durant et après la guerre, des centaines de milliers de Palestiniens ont fui ou ont été déplacés de force de leurs foyers vers les pays voisins tels que la Jordanie, le Liban et la Syrie. Certains se sont aussi réfugiés dans d'autres parties du monde arabe. Cette dispersion de la population palestinienne a créé la crise des réfugiés palestiniens, qui persiste encore aujourd'hui.
L'exode de 1967 a laissé une marque indélébile sur la question palestinienne, contribuant à l'instabilité politique et aux tensions persistantes au Moyen-Orient. Les revendications territoriales et les droits des réfugiés palestiniens demeurent des points de discorde fondamentaux dans le conflit israélo-palestinien,.
L'événement est commémoré chaque année le 5 juin, jour de la Naksa (arabe : يوم النكسة, Yawm an-Naksa).